# Chłopi w Polsce

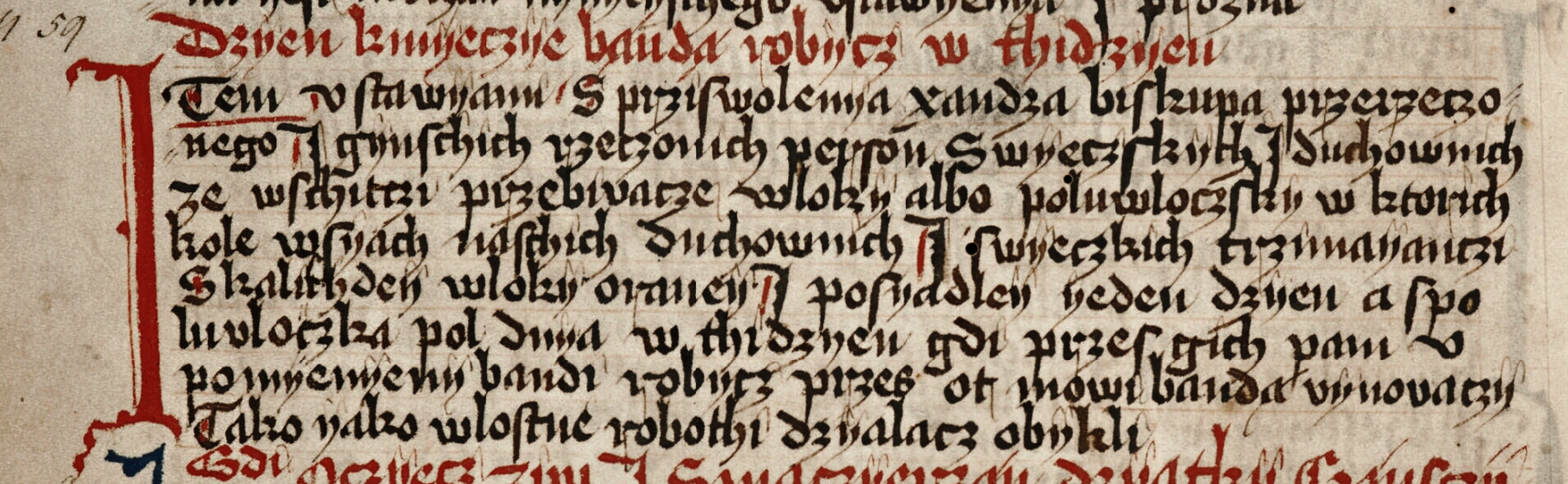
Artykuł statutu warszawskiego w 1421 roku o pańszczyźnie tygodniowej kmieci, rękopis w języku polskim w Kodeksie Świętoszława z Wojcieszyna z 1449 roku

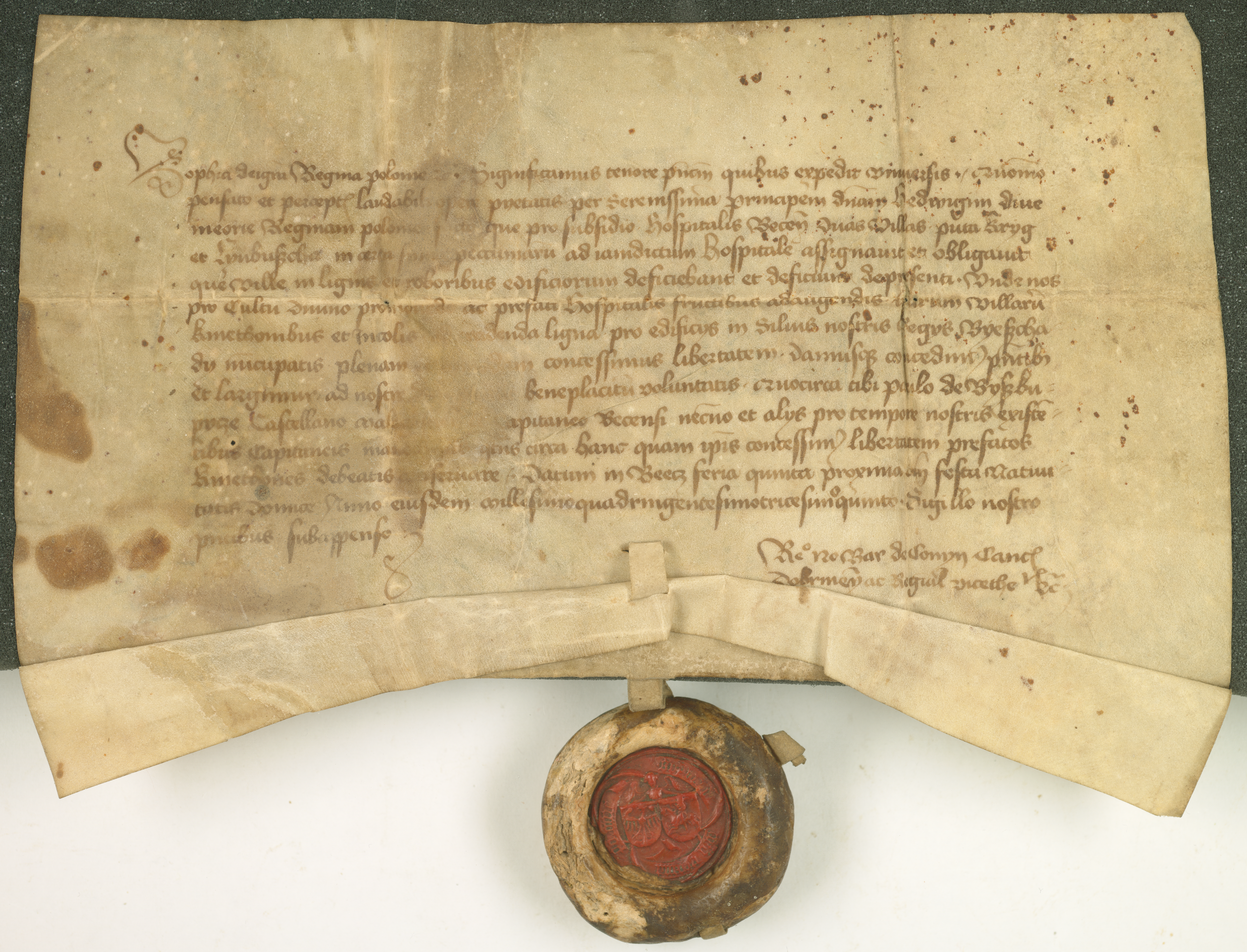
Królowa Polski Zofia Holszańska, pozwala kmieciom ze wsi Kryg i Lubusza sprowadzać sobie drzewo z lasów w Bieszczadach, 22 grudnia 1435 roku

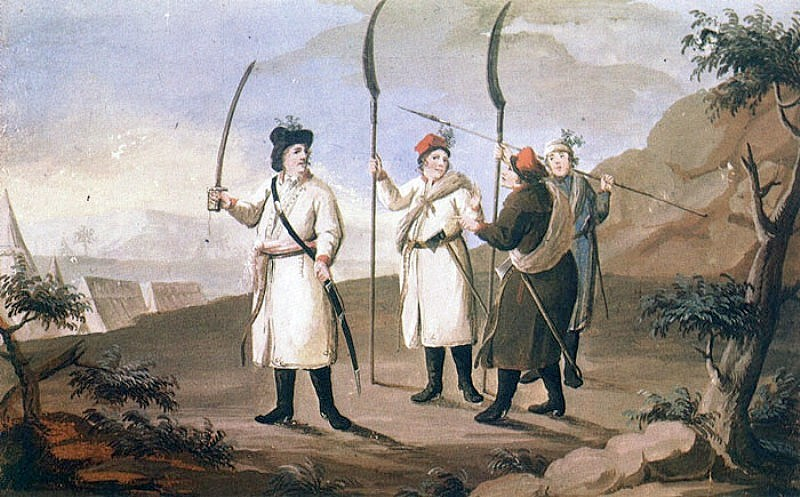
Kosynierzy chłopskiego pospolitego ruszenia z 1794 roku na ilustracji wykonanej przez Michała Stachowicza

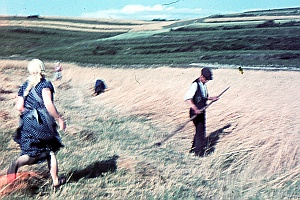
Żniwa koło Libiąża (lato 1938)

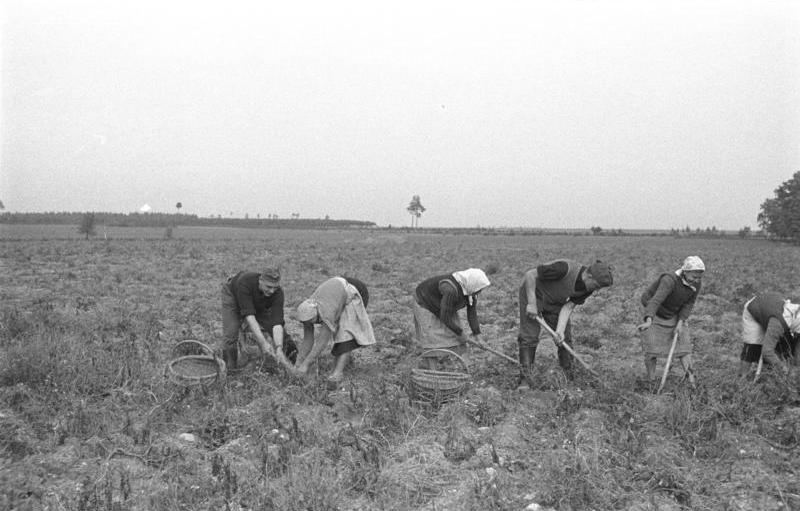
Prace polowe w okolicach Warszawy na niemieckiej fotografii propagandowej (jesień 1939)

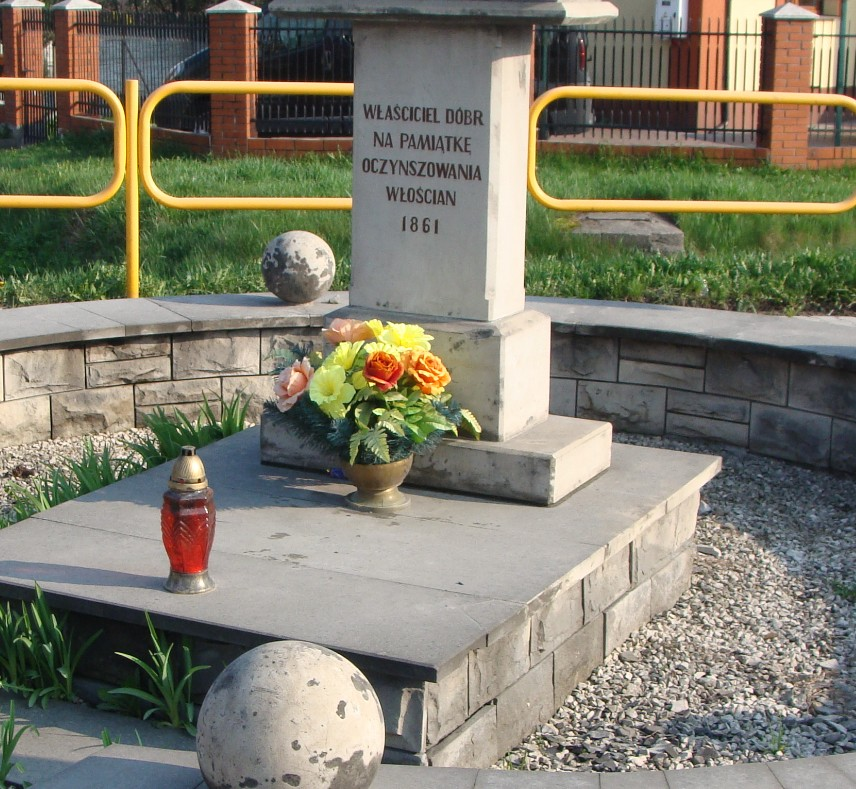
Pomnik upamiętniający oczynszowania chłopów w 1861 roku w dobrach ziemskich w Morawicy

Chłopi w Polsce – warstwa ludności osiadła na roli i zajmująca się zawodowo gospodarstwem rolnym.

## Chłopi w czasach przedchrześcijańskich
Geneza chłopów jako stanu sięga wczesnych epok w historii ludzkości. Na ziemiach polskich już przed VI wieku rozkład wspólnoty rodowej wiódł do wyodrębnienia się gospodarstw uprawianych przez poszczególne rodziny w ramach wspólnoty terytorialnej (opole). Co najmniej do X wieku wolni chłopi, czyli smardowie, stanowili większość ludności. Obok nich na gruntach, które łączono w większe posiadłości, osadzano także niewolnych, przeważnie jeńców wojennych.

## Chłopi w okresie feudalizmu

### Średniowiecze
W miarę powstawania dużych gospodarstw i folwarków ubożsi chłopi popadali w zależność typu feudalnego od możnych sąsiadów, szukając u nich pomocy ekonomicznej i obrony w zamian za robociznę i daniny. Także powstająca władza państwowa i kościelna wciągała wolną ludność opoli do różnych posług i świadczeń. Wzrost tych obciążeń sankcjonowanych przez duchowieństwo po wprowadzeniu chrześcijaństwa w Polsce doprowadził do wybuchu powstania ludowego w 1038, w czasie którego chłopi niszczyli siedziby możnych oraz kościoły, a część powstańców dążyła do przywrócenia religii sprzed chrystianizacji.
W ciągu XI i XII wieku większość chłopów utraciła wolność. Formy, stopień i geneza zależności feudalnej poszczególnych grup chłopów były jednak w tym okresie bardzo zróżnicowane, o czym świadczy odróżnianie w źródłach XII wieku rozmaitych kategorii chłopów: zakupów, dziedziców, ratajów, przypisańców i innych.
Wspólne dla nich wszystkich było to, że prawo własności uprawianej przez nich ziemi przeszło w ręce feudała (księcia, kościoła, możnych) i z tego tytułu byli zobowiązani do uiszczania renty feudalnej, rzadziej w robociźnie, częściej w zbożu i innych produktach rolnictwa i hodowli. Oprócz świadczeń na rzecz feudała chłopów obciążały daniny i posługi na rzecz króla lub księcia (poradlne, podymne, stan, stróża, podwoda) oraz dziesięcina i meszne na rzecz kościoła. Powszechną formą oporu chłopów przeciw rosnącym obciążeniom stało się w tym okresie zbiegostwo. Sprzyjało ono kolonizacji pustek, gdyż zbiegowie osiedlali się przeważnie jako goście w nowych wsiach.
Od końca XII wieku zmiany w położeniu chłopów były następstwem coraz szerzej nadawanego dobrom możnowładczym i rycerskim immunitetu oraz kolonizacji wewnętrznej. Immunitet, wzmacniając feudalne prawo własności ziemi, prowadził w ostatecznych konsekwencjach do popadnięcia chłopów w poddaństwo osobiste i sądowe.
Kolonizacja, początkowo w formie osadnictwa „zwyczajem wolnych gości”, od XIII wieku zaś w formie kolonizacji na prawie niemieckim przynosiła chłopom poprawę bytu przez zamianę dotychczasowych świadczeń na ustalony umową czynsz, płacony coraz częściej, w miarę rozwoju gospodarki towarowej, nie w naturze, lecz w pieniądzu, oraz przez stosunkową łatwość opuszczania ziemi. Choć większość wsi w Polsce nie przeszła lokacji i nie została formalnie przeniesiona na prawo niemieckie, również i w nich położenie chłopów upodobniło się w ciągu XIV wieku do sytuacji chłopów we wsiach lokowanych (które odróżniały się głównie samorządem). Chłopi stawali się jednolitym stanem.
Ta względna poprawa położenia chłopów nie trwała długo. Już statuty Kazimierza Wielkiego (1346), a jeszcze bardziej uchwała łęczycka (1418) ograniczyły prawo chłopów do opuszczania wsi, a statut piotrkowski 1496 roku i konstytucje sejmowe z początku XVI wieku praktycznie przywiązały ich do ziemi.

### Demokracja szlachecka
W związku z rosnącym zainteresowaniem szlachty towarową produkcją rolną we własnych folwarkach zdarzały się coraz częściej wysiedlania chłopów z ziemi lub przynajmniej zmniejszenie posiadłości chłopskich na korzyść folwarków, czy też przenoszenie na gorsze grunty.
Wraz z pojawieniem się folwarku zaczął się powolny wzrost powinności i nawrót do renty odrobkowej. Już w I połowie XV wieku pańszczyzna w dobrach kościelnych dochodziła do dwóch dni w tygodniu. W dobrach szlacheckich była mniejsza i dopiero w 1520 roku uznano wymiar jednego dnia tygodniowo z 1-łanowego gospodarstwa za minimalny. Aż do końca XVII wieku istniały w Polsce centralnej tereny, na których chłop płacił jeszcze czynsz nie będąc zmuszony do pańszczyzny.
Chłop, któremu udało się zgromadzić pewną kwotę pieniężną, mógł ją pożyczać sąsiadom na lichwę lub za odrobek, mógł brać w zastaw role uboższych chłopów. Bogatsi chłopi mogli też wykupić się z poddaństwa i osiąść w mieście.
Samorząd chłopów we wsiach lokowanych uległ w praktyce likwidacji wskutek wykupu sołectw przez szlachtę, przez co sądownictwo nad chłopem przeszło w ręce pana wsi i przestało być kontrolowane, odkąd król Zygmunt Stary zrezygnował w 1519 roku z jurysdykcji w sprawach między chłopami a feudałami. Jedynie w królewszczyznach zachowali chłopi prawo wnoszenia skarg na starostów i dzierżawców przed sądy referendarskie.
Opór chłopów przeciw pogarszaniu ich sytuacji ekonomicznej i prawnej objawił się nową falą zbiegostwa i uczestnictwem w ruchu husyckim, ale nie mógł zahamować rozpoczętego procesu zaostrzania poddaństwa. W XVII wieku pańszczyzna osiągała już wymiar 6 dni z łana, a poza tym wymagano od chłopów coraz więcej posług dodatkowych, formą wyzysku chłopów stały się także monopole dworskie, np. propinacyjny.
Rozmiar gospodarstw chłopskich stale malał: jeszcze w XVI wieku wynosił przeciętnie pół łana, w 1 połowie XVII wieku ćwierć łana, a w 2 połowie XVII wieku przeważały już gospodarstwa karłowate. Wobec opornych chłopów stosowano okrutne kary (rózgi, zakuwanie w dyby, nawet karę śmierci). Poddaństwo chłopów upodabniało się do niewoli, gdyż w związku ze wzrostem zapotrzebowania na folwarczną siłę roboczą zaczęto w XVIII wieku sprzedawać lub zastawiać chłopów bez ziemi (sprzedaż chłopów). Bierny opór chłopów przejawiał się w tym okresie w różnych formach buntów, wystąpienia zbrojne nasiliły się, zwłaszcza w okresie powstania Chmielnickiego (w Wielkopolsce – Piotr Grzybowski, na Podhalu – Aleksander Kostka-Napierski 1651).
Kryzys gospodarki folwarczno-pańszczyźnianej skłonił niektórych magnatów w połowie XVIII wieku do zmniejszania lub całkowitego znoszenia pańszczyzny i zastępowania jej czynszem (Andrzej Hieronim Zamoyski, Paweł Ksawery Brzostowski, Joachim Litawor Chreptowicz, ojciec Stanisława Augusta Poniatowskiego Stanisław Poniatowski i inni). Na Pomorzu i w Wielkopolsce postępowała tak nawet średnia szlachta.
Według szacunków historyka Mariana Kniata na 100 talarów dochodu netto z gospodarstwa chłopskiego feudał w XVIII wieku zabierał ponad 70. Cudzoziemiec Georg Forster sytuację chłopów na ziemiach polskich przedstawił następująco:

Lud tutejszy, tj. te miliony zwierząt pociągowych w postaci ludzkiej, wykluczony od praw ludzkich i nieliczący się do narodu pomimo swej liczby, ten lud wskutek długiego niewolnictwa spadł do stopnia zwierzęcości i braku czucia, nieopisanego lenistwa i zupełnej głupoty, z którego może zaledwie za sto lat podniesie się do poziomu gminu europejskiego.

Położenie chłopów w I Rzeczypospolitej porównywane było przez wielu autorów (zarówno rodzimych, jak i obcych) do losu niewolników. Przebywający w Polsce w latach 1555–1558 nuncjusz apostolski Luigi Lippomano sytuację chłopów ocenił następująco:

Szlachta polska ma nieograniczoną władzę nad wieśniakami, przywiedzionymi prawie do stanu niewoli.

Wielu historyków, jak Leonid Żytkowicz, Alina Wawrzyńczyk, czy Andrzej Wyczański nie wierzyli w wyjątkowy ucisk chłopów w okresie staropolskim[wymaga weryfikacji?]. Było to niekorzystne przede wszystkim z punktu widzenia szlachty, która potrzebowała stałego dopływu gotówki, więc w jej interesie było zapewnienie odpowiedniego poziomu życia u własnych poddanych[wymaga weryfikacji?]. Jednocześnie wskazywali na ograniczone zdolności chłopów w samodzielnym wyżywieniu własnej rodziny, szczególnie w sytuacji rozdrobnionego gospodarstwa[wymaga weryfikacji?]. Francuz Payen przebywający na ziemiach polskich około 1660 roku o miejscowej ludności wiejskiej napisał:

Chłopi to nieszczęśni biedacy. Panowie tyranizują ich bardziej, niż to się zwykło czynić z galernikami.

### Okres zaborów
Pod władzą carów rosyjskich poddaństwo i pańszczyzna były jeszcze cięższe niż w Rzeczypospolitej.
Równocześnie od połowy XVIII wieku pod wpływem idei oświecenia kształtował się program reform zmierzających do ulżenia doli chłopów. W 1768 zniesiono prawo karania chłopów przez sądy dominialne, Konstytucja 3 maja zapowiedziała wzięcie chłopów pod opiekę prawa, ustawa 1792 o sprzedaży królewszczyzn zapewniała chłopom tych dóbr wolność osobistą oraz własność użytkową ziemi, a nadto uwalniała z poddaństwa bezrolnych. Dalszą poprawę losu chłopów głosił Uniwersał połaniecki z 7 maja 1794, ale klęska insurekcji kościuszkowskiej i III rozbiór Polski (1795) przekreśliły realizację zapowiedzianych reform. W tych warunkach rozwiązanie problemów wsi musiało się stać jednym z centralnych punktów programu politycznego ugrupowań polskich w XIX wieku, w kraju i na emigracji.
Po rozbiorach losy chłopów na ziemiach polskich kształtowały się w zależności od sytuacji ekonomicznej, obowiązującego prawa i polityki państw zaborczych. Zarówno w zaborze austriackim, jak i w pruskim ograniczono poddaństwo i wzięto chłopów pod opiekę prawa, a w Galicji zredukowano wymiar pańszczyzny do 3 dni w tygodniu. Mimo to, wobec zwiększonego ucisku fiskalnego, położenie chłopów uległo nawet pogorszeniu.
Poważniejsze zmiany ustrojowe przyniosły dopiero czasy napoleońskie. W Księstwie Warszawskim konstytucja z 1807 zniosła poddaństwo, zapewniając chłopom wolność osobistą i równość wobec prawa, ale nie dała im ziemi, a dekret grudniowy 1807 umożliwił właścicielom folwarków wysiedlanie chłopów z zajmowanych gospodarstw. W tej sytuacji większość chłopów zawierała z panami umowy, na mocy których mogła pozostać na roli pod warunkiem odrabiania pańszczyzny, często wyższej niż przedtem.
W zaborze pruskim, aby nie pozostawać w tyle za ustawodawstwem napoleońskim, również zniesiono w 1807 poddaństwo osobiste chłopów, 1808 r. przyznano chłopom własność ziemi na terenach państwowych, a edykt 1811 zarządził stopniowe przeprowadzanie uwłaszczenia w dobrach prywatnych przez regulację gruntów, czyli za odszkodowaniem płaconym szlachcie częścią gruntów chłopskich (późniejsze przepisy wyłączyły od tej reformy chłopów biedniejszych). Rozszerzenie ustawy regulacyjnej na Wielkie Księstwo Poznańskie nastąpiło w 1823 r., na małorolnych rozciągnięto prawo do uwłaszczenia w 1848–1850, praktycznie przeprowadzenie reformy trwało lata i ukończono je dopiero w 1865 r.
W zaborze austriackim uwłaszczenie chłopów zarządził patent cesarski z 1848 roku pod presją ruchów wolnościowych Wiosny Ludów.
Najdłużej system folwarczno-pańszczyźniany utrzymywał się w zaborze rosyjskim. W Królestwie Polskim po 1815 r. obciążenia chłopów nawet rosły i dopiero w latach 40. zaczęto w dobrach rządowych i niektórych latyfundiach prywatnych zamieniać pańszczyznę na czynsze. Pod wrażeniem skutków rzezi galicyjskiej z 1846 roku ograniczono ciężary feudalne chłopom w Królestwie, znosząc ukazem carskim w 1846 roku między innymi: darmochy i najem przymusowy. Reforma uwłaszczeniowa z 1861 roku w Rosji nie objęła Królestwa Polskiego dlatego powstańczy Rząd Narodowy 22 I 1863 roku ogłosił uwłaszczenie chłopów. To miało wpływ na zarządzenie i przeprowadzenie uwłaszczenia przez rząd carski 2 marca 1864 roku na korzystniejszych dla chłopów warunkach niż w cesarstwie rosyjskim.

## Chłopi w okresie pouwłaszczeniowym
Różne zasady, jakimi się kierowano, przeprowadzając uwłaszczenie chłopów w poszczególnych zaborach (choć wszystkie mieszczą się w pojęciu drogi pruskiej), zadecydowały o poważnych różnicach w strukturze wsi różnych części kraju. Na drogę kapitalistycznego rozwoju najbardziej zdecydowanie wkroczyła wieś zaboru pruskiego, gdzie różnice społeczne były największe. Powstały tam liczne gospodarstwa bogatych chłopów, a z drugiej strony rzesza bezrolnych i właścicieli gospodarstw karłowatych.
W zaborze rosyjskim i austriackim utrzymywały się liczne pozostałości stosunków feudalnych, jak serwituty i różne formy ukrytej pańszczyzny. W Galicji nędzę chłopów pogłębiał postępujący proces rozdrabniania gospodarstw. Stąd w tych dwóch zaborach utrzymywał się także po uwłaszczeniu dawny antagonizm między dworem a chłopską wsią.
W 1900 r. chłopi stanowili 64,9% ludności na ziemiach polskich. W tym też czasie we wszystkich trzech zaborach, zaczęli zrzeszać się w kółkach rolniczych i w spółdzielniach, głównie oszczędnościowo-pożyczkowych. W związku z silnym przeludnieniem wsi na przełomie XIX i XX wieku rozwinęła się emigracja stała i sezonowa z zaboru pruskiego za ocean i do Niemiec. Emigracja objęła również Galicję i Królestwo. U schyłku XIX wieku zaczął rozwijać się polityczny ruch ludowy.
I wojna światowa przyniosła poważne zniszczenia i pogorszenie sytuacji chłopów. Pod koniec wojny i po jej zakończeniu, w okresie niepokojów społecznych w Polsce, chłopi organizowali wiece i demonstracje, a niekiedy występowali zbrojnie. Domagano się parcelacji ziemi dworskiej, na terenach Zachodniej Ukrainy i Białorusi chłopi zajmowali ziemię folwarczną. Największe natężenie wystąpień było na Lubelszczyźnie i w Galicji (Republika Tarnobrzeska).
W okresie II Rzeczypospolitej nastąpiła znaczna aktywizacja polityczna chłopów, którzy w 1931 r. stanowili 60% ludności kraju, natomiast dopiero okres II wojny światowej to apogeum działalności politycznej z jednoczesnym zanikiem podziału narodu polskiego na panów i chamów. Chłop polski poprzez włączenie się w działalność podziemia, zrozumiał swoją wartość, wyzbył się kompleksów wobec „dobrze urodzonych” i stał się równorzędnym partnerem w walce.

## Polscy chłopi i osoby o korzeniach chłopskich
Kryterium umieszczenia na tej liście danej postaci było posiadanie przez nią biogramu w polskiej Wikipedii.

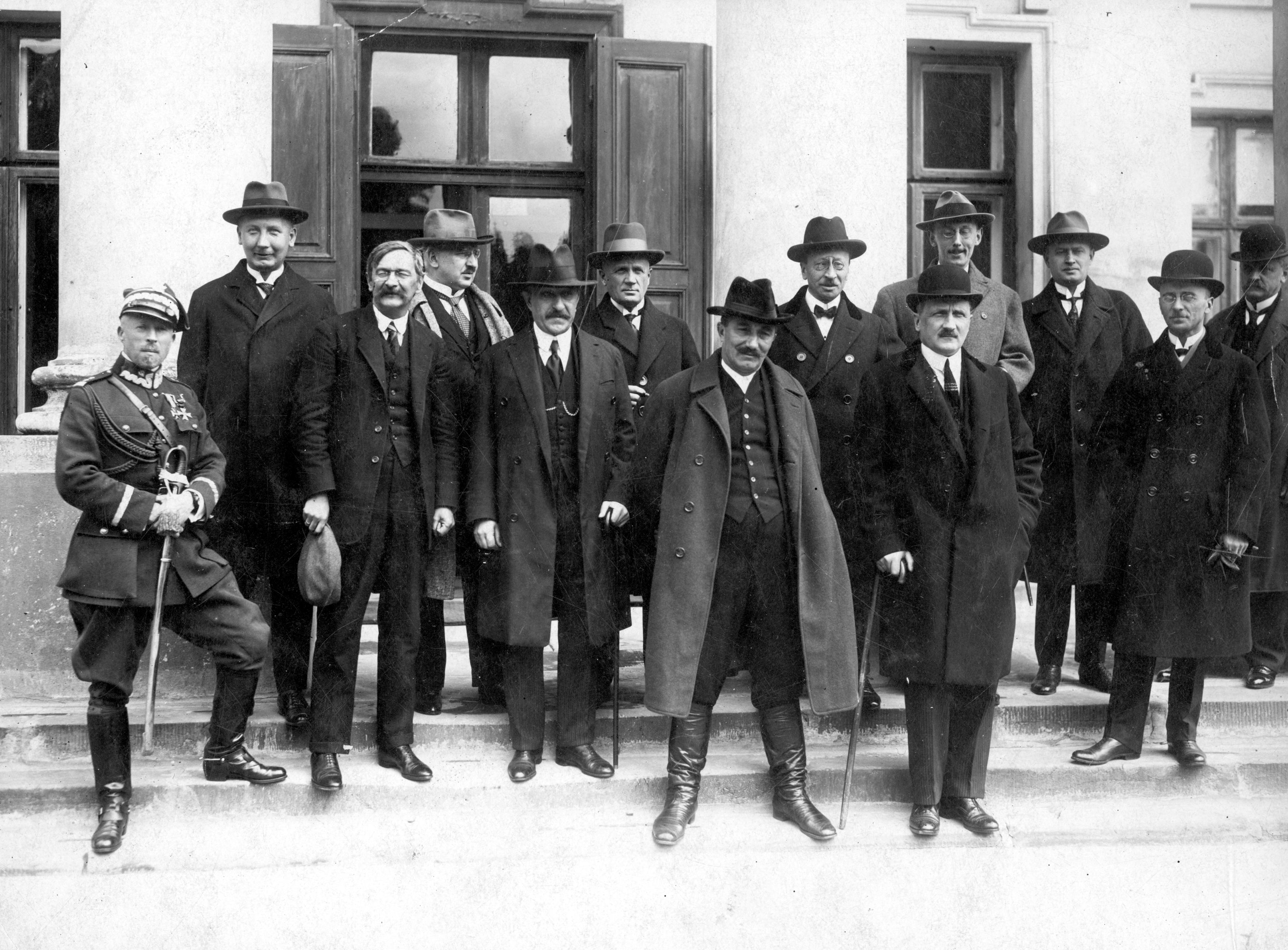
Wincenty Witos trzykrotny premier pochodzenia chłopskiego na czele rządu polskiego po zaprzysiężeniu

- Bolesław Bierut – prezydent Rzeczypospolitej Polskiej w latach 1947–1952[12].
- Jan Dąb-Kocioł – minister rolnictwa
- Jakub Bojko – działacz ludowy, wicemarszałek sejmu, a następnie senatu Rzeczypospolitej Polskiej[13].
- Michał Drzymała – chłop wielkopolski, symbol walki chłopów polskich z germanizacją[14].
- Bartosz Głowacki – bohater bitwy pod Racławicami, nagrodzony szlachectwem przez Tadeusza Kościuszkę[15].
- Klemens Janicki – poeta polski, humanista[16]
- Jan Kasprowicz – poeta, dramaturg i krytyk literacki w okresie Młodej Polski[17].
- Jan z Ludziska – profesor Akademii Krakowskiej, humanista[18].
- Władysław Orkan – pisarz, w czasie I wojny światowej oficer Legionów Polskich[19].
- Franciszek Ptak – karczmarz, działacz ludowy, poseł na galicyjski Sejm Krajowy[20].
- Maciej Rataj – działacz ludowy, poseł na sejm, marszałek Sejmu pełniący po zabójstwie prezydenta Gabriela Narutowicza obowiązki prezydenta Rzeczypospolitej[21].
- Henryk Sucharski – major Wojska Polskiego, dowódca obrony składnicy tranzytowej na Westerplatte[22].
- Jakub Szela – przywódca chłopski, internowany przez Austriaków w 1846 r, a następnie w 1848 r. przesiedlony na Bukowinę[23]
- Piotr Ściegienny – działacz rewolucyjno-demokratyczny, autor złotej książeczki, wzywającej do likwidacji wszelkiej własności i walki z zaborcą[24]
- Lech Wałęsa – prezydent Rzeczypospolitej Polskiej[25]
- Wincenty Witos – premier rządu Rzeczypospolitej Polskiej[26]

## Pojęcia powiązane

### Kułak
Kułak to pejoratywne określenie stosowane w ZSRR, a następnie w państwach bloku wschodniego wobec bogatego chłopa uznanego za zdziercę, wroga klasowego i „pijawkę na zdrowym ciele społeczności wiejskiej”.

### Włościanin
Włościanin to dawne określenie mieszkańca wsi trudniącego się rolnictwem, synonim chłopa. Nazwa pochodzi od włości, czyli majątku ziemskiego składającego się zazwyczaj z kilku wsi należących wraz z jej mieszkańcami do jednego właściciela.
Włościanie tworzyli najliczniejszą grupą społeczną, w skład której wchodzili między innymi: kmiecie, zagrodnicy, chałupnicy i inni. Jeszcze w 1921 roku stanowili w Polsce około 75% ogółu ludności.